# Епп Мяе
Епп Мяе (ест. Epp Mäe; нар. 2 квітня 1992, Раквере, повіт Ляяне-Вірумаа) — естонська борчиня вільного стилю, дзюдоїстка, сумоїстка та пляжна борчиня; дворазова бронзова призерка чемпіонатів світу, бронзова призерка чемпіонату Європи, бронзова призерка Європейських ігор з вільної боротьби, учасниця Олімпійських ігор. Чемпіонка та срібна призерка чемпіонатів світу з пляжної боротьби.

## Біографія
Боротьбою почала займатися з 1998 року. Першим тренером був її батько Ріхо Мяе. З 2010 року тренується в Арві Аавіка. Виступає за борцівський клуб «Сакура» Туду.
Чемпіонка Естонії із дзюдо 2008 року, срібна призерка 2009 року. Чемпіонка Естонії з дзюдо серед юніорів 2009 року. Крім того, протягом 2007—2013 років тричі ставала чемпіонкою Естонії з вільної боротьби, тричі — із сумо і один раз з пляжної боротьби.
Бронзова призерка чемпіонату світу 2009 року з вільної боротьби серед юніорів. Цього ж року здобула бронзову нагороду на континентальній першості з вільної боротьби серед юніорів і срібну — серед кадетів. Срібна призерка чемпіонату Європи 2007 року з вільної боротьби серед кадетів. Срібна призерка чемпіонату Європи 2015 року з вільної боротьби у віковій категорії до 23 років.
У 2014 році принесла Естонії перше і наразі єдине золото світової першості з пляжної боротьби, а у 2015 році стала першою і наразі єдиною з естонських спортсменок, що принесла країні медаль на змаганнях найвищого рівня з жіночої боротьби.

## Спортивні результати на міжнародних змаганнях

### Виступи на Олімпіадах
| Змагання                    | Збірна  | Вагова категорія          | Місце |
| --------------------------- | ------- | ------------------------- | ----- |
| Літні Олімпійські ігри 2016 | Естонія | жіноча боротьба, до 75 кг | 13    |
| Літні Олімпійські ігри 2020 | Естонія | жіноча боротьба, до 76 кг | 8     |

### Виступи на Чемпіонатах світу
| Змагання                                | Збірна  | Вагова категорія          | Місце  |
| --------------------------------------- | ------- | ------------------------- | ------ |
| Чемпіонат світу з боротьби 2011         | Естонія | жіноча боротьба, до 72 кг | 8      |
| Чемпіонат світу з пляжної боротьби 2012 | Естонія | жінки, +70 кг             | Срібло |
| Чемпіонат світу з боротьби 2012         | Естонія | жіноча боротьба, до 72 кг | 13     |
| Чемпіонат світу з боротьби 2013         | Естонія | жіноча боротьба, до 72 кг | 10     |
| Чемпіонат світу з пляжної боротьби 2014 | Естонія | жінки, +70 кг             | Золото |
| Чемпіонат світу з боротьби 2014         | Естонія | жіноча боротьба, до 75 кг | 5      |
| Чемпіонат світу з боротьби 2015         | Естонія | жіноча боротьба, до 75 кг | Бронза |
| Чемпіонат світу з боротьби 2017         | Естонія | жіноча боротьба, до 75 кг | 5      |
| Чемпіонат світу з боротьби 2018         | Естонія | жіноча боротьба, до 76 кг | 5      |
| Чемпіонат світу з боротьби 2019         | Естонія | жіноча боротьба, до 76 кг | Бронза |
| Чемпіонат світу з боротьби 2021         | Естонія | жіноча боротьба, до 76 кг | Срібло |
| Чемпіонат світу з боротьби 2022         | Естонія | жіноча боротьба, до 76 кг | Бронза |

### Виступи на Чемпіонатах Європи
| Змагання                         | Збірна  | Вагова категорія          | Місце  |
| -------------------------------- | ------- | ------------------------- | ------ |
| Чемпіонат Європи з боротьби 2011 | Естонія | жіноча боротьба, до 72 кг | 15     |
| Чемпіонат Європи з боротьби 2012 | Естонія | жіноча боротьба, до 72 кг | 16     |
| Чемпіонат Європи з боротьби 2013 | Естонія | жіноча боротьба, до 72 кг | 5      |
| Чемпіонат Європи з боротьби 2014 | Естонія | жіноча боротьба, до 75 кг | 8      |
| Чемпіонат Європи з боротьби 2016 | Естонія | жіноча боротьба, до 75 кг | 8      |
| Чемпіонат Європи з боротьби 2017 | Естонія | жіноча боротьба, до 75 кг | Бронза |
| Чемпіонат Європи з боротьби 2018 | Естонія | жіноча боротьба, до 76 кг | 5      |
| Чемпіонат Європи з боротьби 2019 | Естонія | жіноча боротьба, до 76 кг | 7      |
| Чемпіонат Європи з боротьби 2021 | Естонія | жіноча боротьба, до 76 кг | Золото |
| Чемпіонат Європи з боротьби 2022 | Естонія | жіноча боротьба, до 76 кг | Срібло |

### Виступи на Європейських іграх
| Змагання              | Збірна  | Вагова категорія          | Місце  |
| --------------------- | ------- | ------------------------- | ------ |
| Європейські ігри 2015 | Естонія | жіноча боротьба, до 75 кг | 9      |
| Європейські ігри 2019 | Естонія | жіноча боротьба, до 76 кг | Бронза |

### Виступи на інших змаганнях
| Змагання                                                        | Збірна  | Вагова категорія          | Місце  |
| --------------------------------------------------------------- | ------- | ------------------------- | ------ |
| Турнір Яшара Догу 2011                                          | Естонія | жіноча боротьба, до 72 кг | Бронза |
| Klippan Lady Open 2011                                          | Естонія | жіноча боротьба, до 72 кг | Срібло |
| Гран-прі Німеччини з боротьби 2011                              | Естонія | жіноча боротьба, до 72 кг | 5      |
| Золотий Гран-прі з боротьби 2011 (Баку)                         | Естонія | жіноча боротьба, до 72 кг | 11     |
| Helsinki Open 2011                                              | Естонія | жіноча боротьба, до 72 кг | Срібло |
| Тестовий турнір FILA 2011                                       | Естонія | жіноча боротьба, до 72 кг | 5      |
| Золотий Гран-прі з боротьби 2012 (Кліппан )                     | Естонія | жіноча боротьба, до 72 кг | 10     |
| Олімпійський кваліфікаційний турнір з боротьби 2012 (Софія)     | Естонія | жіноча боротьба, до 72 кг | 11     |
| Олімпійський кваліфікаційний турнір з боротьби 2012 (Гельсінкі) | Естонія | жіноча боротьба, до 72 кг | Бронза |
| Klippan Lady Open 2013                                          | Естонія | жіноча боротьба, до 72 кг | 5      |
| Північний чемпіонат з боротьби 2013                             | Естонія | жіноча боротьба, до 72 кг | Срібло |
| Міжнародний турнір Олімпія 2013                                 | Естонія | жіноча боротьба, до 72 кг | 5      |
| Меморіал Вацлава Циолковського 2013                             | Естонія | жіноча боротьба, до 72 кг | 5      |
| Всесвітні ігри бойових мистецтв 2013                            | Естонія | жіноча боротьба, до 72 кг | Срібло |
| Klippan Lady Open 2014                                          | Естонія | жіноча боротьба, до 75 кг | 5      |
| Північний чемпіонат з боротьби 2014                             | Естонія | жіноча боротьба, до 75 кг | Золото |
| Гран-прі Німеччини з боротьби 2014                              | Естонія | жіноча боротьба, до 75 кг | 5      |
| Austrian Ladies Open 2014                                       | Естонія | жіноча боротьба, до 75 кг | Срібло |
| Чемпіонат світу з боротьби серед студентів 2014                 | Естонія | жіноча боротьба, до 75 кг | Срібло |
| Відкритий чемпіонат Польщі з боротьби 2014                      | Естонія | жіноча боротьба, до 75 кг | Бронза |
| Гран-прі Парижа з боротьби 2015                                 | Естонія | жіноча боротьба, до 75 кг | Срібло |
| Klippan Lady Open 2015                                          | Естонія | жіноча боротьба, до 75 кг | 14     |
| Гран-прі Німеччини з боротьби 2015                              | Естонія | жіноча боротьба, до 75 кг | Срібло |
| Відкритий чемпіонат Польщі з боротьби 2015                      | Естонія | жіноча боротьба, до 75 кг | Срібло |
| Золотий Гран-прі з боротьби 2015                                | Естонія | жіноча боротьба, до 75 кг | Золото |
| Міжнародний меморіал Дейва Шульца 2016                          | Естонія | жіноча боротьба, до 75 кг | Золото |
| Klippan Lady Open 2016                                          | Естонія | жіноча боротьба, до 75 кг | Бронза |
| Кубок Канади з боротьби 2016                                    | Естонія | жіноча боротьба, до 75 кг | Бронза |
| Гран-прі Іспанії з боротьби 2016                                | Естонія | жіноча боротьба, до 75 кг | 13     |
| Гран-прі Парижа з боротьби 2017                                 | Естонія | жіноча боротьба, до 75 кг | Срібло |
| Klippan Lady Open 2017                                          | Естонія | жіноча боротьба, до 75 кг | Бронза |
| Турнір Дана Колова — Николи Петрова 2017                        | Естонія | жіноча боротьба, до 75 кг | 15     |
| Північний чемпіонат з боротьби 2017                             | Естонія | жіноча боротьба, до 75 кг | Золото |
| Північний чемпіонат з боротьби 2017                             | Естонія | жіноча боротьба, до кг    |        |
| Гран-прі Іспанії з боротьби 2017                                | Естонія | жіноча боротьба, до 75 кг | Золото |
| Гран-прі «Іван Яригін» 2018                                     | Естонія | жіноча боротьба, до 76 кг | Бронза |
| Klippan Lady Open 2018                                          | Естонія | жіноча боротьба, до 76 кг | Бронза |
| Чемпіонат світу з боротьби серед військовослужбовців 2018       | Естонія | жіноча боротьба, до 76 кг | Бронза |
| Відкритий чемпіонат Польщі з боротьби 2018                      | Естонія | жіноча боротьба, до 76 кг | 8      |
| Pro Wrestling League 2019                                       | Естонія | команда                   | 5      |
| Klippan Lady Open 2019                                          | Естонія | жіноча боротьба, до 76 кг | Срібло |
| Турнір міста Сассарі з боротьби 2019                            | Естонія | жіноча боротьба, до 76 кг | Бронза |
| Відкритий чемпіонат Польщі з боротьби 2019                      | Естонія | жіноча боротьба, до 76 кг | Бронза |
| Турнір Маттео Пелліцоне 2020                                    | Естонія | жіноча боротьба, до 76 кг | 7      |
| Відкритий чемпіонат Польщі з боротьби 2020                      | Естонія | жіноча боротьба, до 76 кг | Бронза |
| Гран-прі Франції Анрі Деглана 2021                              | Естонія | жіноча боротьба, до 76 кг | Бронза |
| Київський міжнародний турнір з боротьби 2021                    | Естонія | жіноча боротьба, до 76 кг | Золото |
| Відкритий чемпіонат Польщі з боротьби 2021                      | Естонія | жіноча боротьба, до 76 кг | Срібло |
| Турнір Маттео Пелліцоне 2022                                    | Естонія | жіноча боротьба, до 76 кг | 5      |

### Виступи на змаганнях молодших вікових груп
| Змагання                                          | Збірна  | Вагова категорія           | Місце  |
| ------------------------------------------------- | ------- | -------------------------- | ------ |
| Чемпіонат Європи з боротьби серед кадетів 2007    | Естонія | жіноча боротьба, до 70. кг | Бронза |
| Чемпіонат Європи з боротьби серед кадетів 2008    | Естонія | жіноча боротьба, до 70. кг | 5      |
| Чемпіонат Європи з боротьби серед кадетів 2009    | Естонія | жіноча боротьба, до 70 кг  | Срібло |
| Північний чемпіонат з боротьби серед юніорів 2005 | Естонія | жіноча боротьба, до 60 кг  | Бронза |
| Північний чемпіонат з боротьби серед юніорів 2006 | Естонія | жіноча боротьба, до 65 кг  | Бронза |
| Чемпіонат Європи з боротьби серед юніорів 2009    | Естонія | жіноча боротьба, до 72 кг  | Бронза |
| Чемпіонат світу з боротьби серед юніорів 2009     | Естонія | жіноча боротьба, до 72 кг  | Бронза |
| Чемпіонат Європи з боротьби серед юніорів 2010    | Естонія | жіноча боротьба, до 72 кг  | 9      |
| Чемпіонат світу з боротьби серед юніорів 2010     | Естонія | жіноча боротьба, до 72 кг  | 7      |
| Чемпіонат Європи з боротьби серед юніорів 2011    | Естонія | жіноча боротьба, до 72 кг  | Бронза |
| Чемпіонат світу з боротьби серед юніорів 2011     | Естонія | жіноча боротьба, до 72 кг  | 10     |
| Чемпіонат Європи з боротьби серед юніорів 2012    | Естонія | жіноча боротьба, до 72 кг  | Золото |
| Чемпіонат світу з боротьби серед юніорів 2012     | Естонія | жіноча боротьба, до 72 кг  | 7      |
| Чемпіонат Європи з боротьби серед молоді 2015     | Естонія | жіноча боротьба, до 75 кг  | Срібло |